# アダム・ウォーカー
アダム・ブレット・ウォーカー2世（Adam Brett Walker II、1991年10月18日 - ）は、アメリカ合衆国ウィスコンシン州ミルウォーキー出身のプロ野球選手（外野手）。　神奈川フューチャードリームス所属。右投右打。

## 経歴

### プロ入りとツインズ傘下時代
2012年のMLBドラフト3巡目（全体97位）でミネソタ・ツインズから指名されプロ入り。
2013年はA級シーダーラピッズ・カーネルズで27本塁打、2014年はA+級フォートマイヤーズ・ミラクルで25本塁打を記録した。
2015年はAA級チャタヌーガ・ルックアウツで31本塁打と、長距離打者として更に結果を残し、11月20日にルール・ファイブ・ドラフトでの流出を防ぐために40人枠入りした。
2016年はAAA級ロチェスター・レッドウイングスで132試合に出場し、打率.243、27本塁打、75打点を記録した。

### ブレーブス傘下時代
2016年オフの11月18日にウェイバー公示を経てミルウォーキー・ブルワーズへ移籍したが、28日にDFAとなり、12月2日にウェイバー公示を経てボルチモア・オリオールズへ移籍したが、2017年1月20日に再びDFAとなり、26日にウェイバー公示を経てアトランタ・ブレーブスへ移籍した。
2017年5月9日に自由契約となった。

### オリオールズ傘下時代
2017年6月10日にオリオールズとマイナー契約を結んだが、7月23日に自由契約となった。

### レッズ傘下時代
2017年8月4日にシンシナティ・レッズとマイナー契約を結んだ。オフの11月6日にFAとなった。2017年はマイナー5球団（AA級、AAA級）合計で79試合に出場して、打率.190、15本塁打、46打点という成績だった。

### アメリカン・アソシエーション時代
2018年はアメリカン・アソシエーションのカンザスシティ・ティーボーンズで開幕を迎え、3試合に出場した。

### ナショナルズ傘下時代
2018年5月23日にワシントン・ナショナルズとマイナー契約を結んだ。傘下AA級ハリスバーグ・セネターズで41試合に出場して、打率.200、4本塁打、17打点という成績だった。オフの11月2日にFAとなった。

### アメリカン・アソシエーション復帰
2019年にアメリカン・アソシエーションのミルウォーキー・ミルクメンと契約した。この年は98試合に出場して22本塁打を放った。
2020年は新型コロナウイルスの影響で短縮シーズンとなったが、57試合で22本塁打を放って本塁打王を獲得し、シーズンMVPを受賞した。
2021年は100試合に出場して、打率.320、リーグ新記録となる33本塁打、101打点、24盗塁の成績を残し、2年連続で本塁打王とシーズンMVPを獲得した。またMLBと業務提携を結ぶMLBパートナーリーグとして活動する4つの独立リーグ全体のMVPにも選出された。

### 巨人時代
2021年12月15日に読売ジャイアンツと契約した。登録名はアダム・ウォーカー、背番号は44で、推定年俸は30万ドル（約3400万円）。
直近の所属が米独立リーグであったため、守備力を見極めるための映像資料が殆ど存在せず、球団は事前にウォーカーの守備力を把握することが出来なかったと言う話もある。

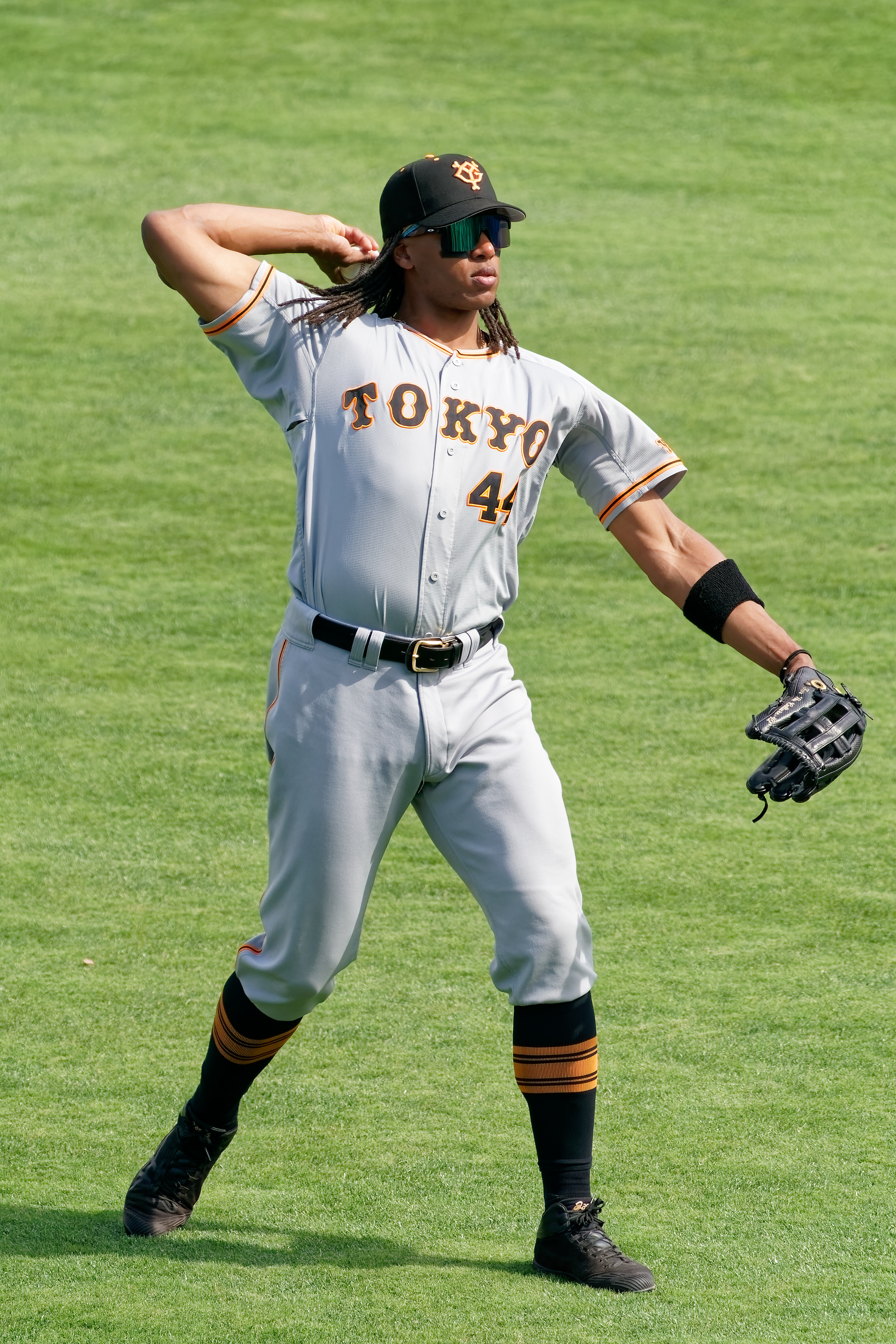
巨人時代
（2022年5月5日 マツダスタジアム）

2022年は、規定打席不足ながら打率.271、23本塁打、52打点と上々の成績を残し、巨人は岡本和真（30本、リーグ2位）、丸佳浩（27本、リーグ3位）中田翔（24本）、グレゴリー・ポランコ（24本）、ウォーカーと20本塁打以上を記録した選手を5人輩出、2007年以来15年ぶりの記録となった。その一方、守備の拙さからシーズン中は中盤に早々と守備固めに交代させられる試合もあり、外野手リーグワーストとなる5失策を喫した。そのため、アメリカへの帰国を遅らせる形で秋季キャンプに参加した。東京ドームで侍ジャパンとの強化試合で唯一の外国人選手として出場、與座海人から本塁打を放った。シーズンオフに大幅アップとなる推定年俸1億円で新たに2年契約を結んだ。
2023年の開幕は二軍スタートとなった。二軍でも打率1割台であったがチームの打力をテコ入れするため4月14日に一軍昇格した。4月16日の中日戦に先発出場すると、第1打席で左中間に本塁打を記録した。その後はルイス・ブリンソンと併用されたために出場機会を減らし、代打などで存在感を示す場面もあったが、57試合出場、打率.263、6本塁打、20打点と前年の記録を下回った。

### ソフトバンク時代
2023年11月6日に高橋礼・泉圭輔との交換トレードで福岡ソフトバンクホークスに移籍することが発表された。背番号は28。推定年俸は1億円。
2024年、オープン戦で12球団1位となる5本塁打を記録し、3月29日のオリックス・バファローズとの開幕戦に「7番・指名打者」として先発出場。3月31日の開幕3戦目に移籍後初本塁打を記録した。その後は20試合に出場し、打率.169、1本塁打、3打点と打撃不振で、4月30日に登録を抹消された。以降、一軍登録されることなく、シーズンを終えた。12月2日、同年限りで退団することが発表され、同日自由契約となった。

### BCL・神奈川時代
2025年3月に自身のX（旧Twitter）アカウントにて、仕事がない状態であることを明かし、日本でのプレーを希望しており、独立リーグのベースボール・チャレンジ・リーグ（ルートインBCリーグ）でのプレーの可否を問いかける内容を記した。4月25日、ルートインBCリーグの神奈川フューチャードリームスより、ウォーカーの入団が決定したことが発表された。

## 選手としての特徴・人物
2013年から2016年まで4年連続で25本塁打以上を記録するなど、2018年までのマイナー通算で143本塁打を放ち、独立リーグでも本塁打王に輝いている長距離砲。一方、三振率が非常に高く、2016年には2.37打数に1回（42.3%）となる202三振を喫するなど、2016年から2018年までの3年連続で35.0%を超えている。
父のアダム・ウォーカー・シニアは1987年にNFLのミネソタ・バイキングスに所属した元プロアメリカンフットボール選手（RB）であり、いとこにデトロイト・タイガースなどで活躍しMLB通算1386安打を放った元プロ野球選手のダミオン・イーズリーがいる。
北米独立リーグ時代の2019年にドレッドヘアにしたことでMVPを2回取ったために験担ぎでドレッドヘアを維持していたという。長髪禁止とされる巨人時代もドレッドヘアを維持していた。ソフトバンク移籍にあたり、「リセットする意味」でドレッドヘアをやめ短髪にした。また巨人では禁止されていた髭を生やし外観は大きく変わっている。
来日当初から守備力、特に送球が課題とされており、指名打者制を採用するパシフィック・リーグに所属するソフトバンクへの移籍は大きなメリットと考えられていた。ソフトバンクのチームメイトである柳田悠岐も「ウォーカーも来るので守備も増えると思う」と話している。

## 詳細情報

### 年度別打撃成績
| 年 度    | 球 団        | 試 合 | 打 席 | 打 数 | 得 点 | 安 打 | 二 塁 打 | 三 塁 打 | 本 塁 打 | 塁 打 | 打 点 | 盗 塁 | 盗 塁 死 | 犠 打 | 犠 飛 | 四 球 | 敬 遠 | 死 球 | 三 振 | 併 殺 打 | 打 率 | 出 塁 率 | 長 打 率 | O P S |
| -------- | ------------ | ----- | ----- | ----- | ----- | ----- | -------- | -------- | -------- | ----- | ----- | ----- | -------- | ----- | ----- | ----- | ----- | ----- | ----- | -------- | ----- | -------- | -------- | ----- |
| 2022     | 巨人         | 124   | 428   | 406   | 58    | 110   | 28       | 1        | 23       | 209   | 52    | 5     | 0        | 0     | 1     | 18    | 1     | 3     | 98    | 11       | .271  | .306     | .515     | .821  |
| 2023     | 巨人         | 57    | 120   | 118   | 15    | 31    | 4        | 2        | 6        | 57    | 20    | 1     | 1        | 0     | 0     | 2     | 0     | 0     | 39    | 1        | .263  | .275     | .483     | .758  |
| 2024     | ソフトバンク | 20    | 66    | 65    | 2     | 11    | 3        | 0        | 1        | 17    | 3     | 1     | 0        | 0     | 0     | 0     | 0     | 1     | 19    | 1        | .169  | .182     | .262     | .443  |
| NPB：3年 | NPB：3年     | 201   | 614   | 589   | 75    | 152   | 35       | 3        | 30       | 283   | 75    | 7     | 1        | 0     | 1     | 20    | 1     | 4     | 156   | 13       | .258  | .287     | .482     | .767  |

- 2024年度シーズン終了時

### 年度別守備成績
| 年 度 | 球 団        | 外野  | 外野  | 外野  | 外野  | 外野  | 外野     |
| 年 度 | 球 団        | 試 合 | 刺 殺 | 補 殺 | 失 策 | 併 殺 | 守 備 率 |
| ----- | ------------ | ----- | ----- | ----- | ----- | ----- | -------- |
| 2022  | 巨人         | 96    | 130   | 3     | 5     | 1     | .964     |
| 2023  | 巨人         | 22    | 33    | 0     | 0     | 0     | 1.000    |
| 2024  | ソフトバンク | 1     | 1     | 0     | 0     | 0     | 1.000    |
| NPB   | NPB          | 119   | 164   | 3     | 5     | 1     | .971     |

- 2024年度シーズン終了時
- 各年度の太字はリーグ最多

### タイトル
アメリカン・アソシエーション
- 本塁打王：2回（2020年、2021年）

### 表彰
アメリカン・アソシエーション
- シーズンMVP：2回（2020年、2021年）

### 記録

#### NPB
初記録
- 初出場・初打席・初安打・初打点：2022年3月26日、対中日ドラゴンズ2回戦（東京ドーム）、8回裏に吉川尚輝の代打で出場、山本拓実から左越適時二塁打[40]
- 初先発出場：2022年4月3日、対阪神タイガース3回戦（東京ドーム）、「7番・左翼手」で先発出場
- 初本塁打：2022年4月17日、対阪神タイガース6回戦（阪神甲子園球場）、4回表にジョー・ガンケルから左越3ラン[41]
- 初盗塁：2022年4月22日、対中日ドラゴンズ4回戦（バンテリンドーム ナゴヤ）、4回表に二盗（投手：柳裕也、捕手：木下拓哉） ※丸佳浩と重盗

その他の記録
- オールスターゲーム出場：1回（2022年）

### 背番号
- 44（2022年[10] - 2023年）
- 28（2024年[18][28] - ）